# سورن داوین
سورن داوین (زاده ۶ فوریه ۱۹۹۲ در پنوم‌پن) تکواندوکار کامبوجی است که به نمایندگی از کشورش، در بازی‌های المپیک تابستانی ۲۰۱۲ حضور داشت. وی پرچم کشورش را در طول رژه ملل حمل می‌کرد. او در نخستین بازی، با نتیجه ۳–۲ از ماریا اسپینوزا، مدافع عنوان قهرمانی، باخت و حذف شد.